# Megalocottus
Megalocottus es un género de peces de la familia Cottidae, del orden Scorpaeniformes. Este género marino fue descrito por primera vez en 1861 por Theodore Gill.

## Especies
Especies reconocidas del género:
- Megalocottus platycephalus T .N. Gill, 1861
- Megalocottus taeniopterus Kner, 1868